# Movimento Bhakti

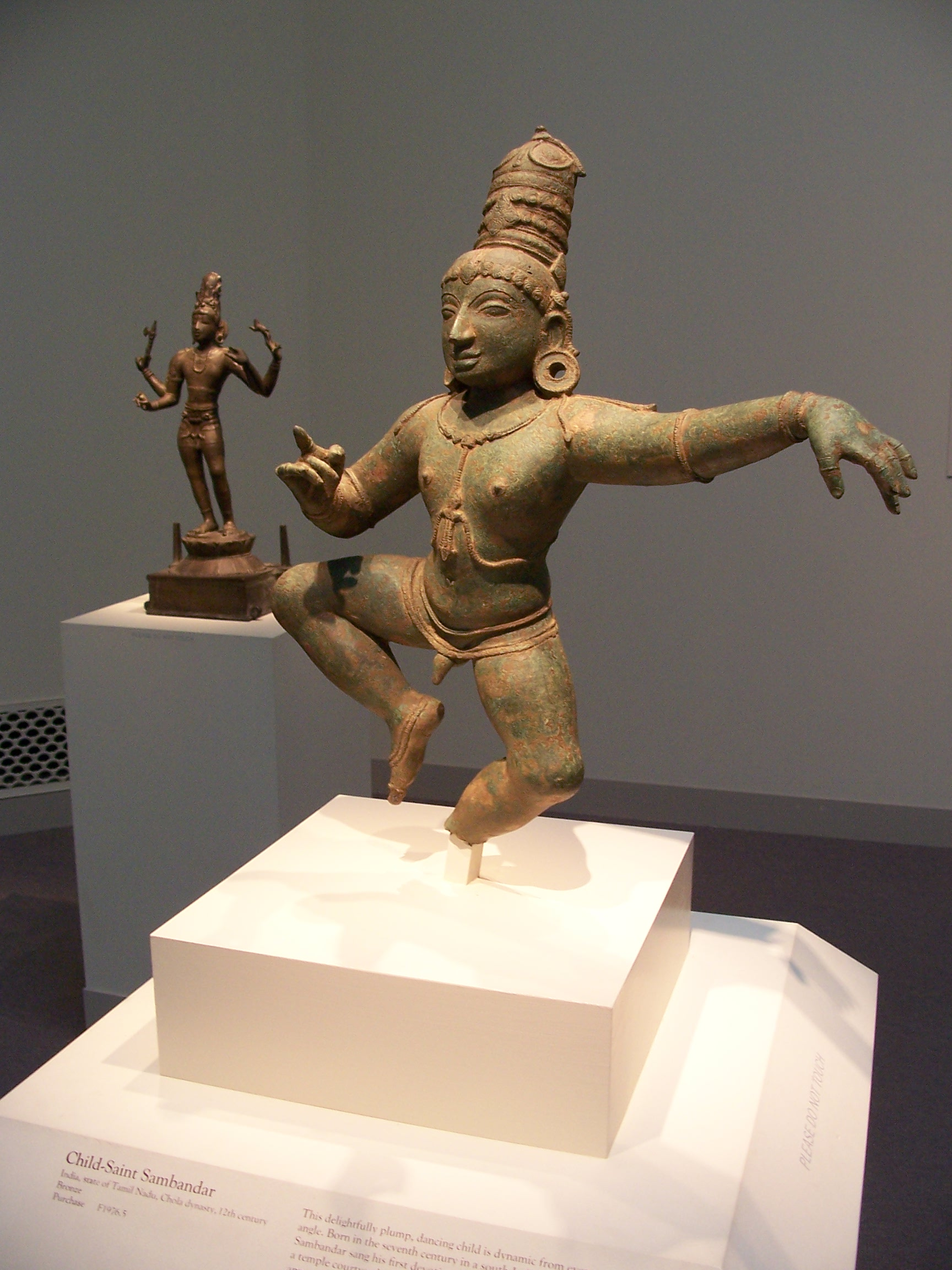
Il santo figlio Sambandar, Dinastia Chola, Tamil Nadu. Dalla Freer Gallery of Art, di Washington, una delle più prominenti dei 63 geni (Saiva) Nayanar del movimento bhakti

Il movimento Bhakti è un movimento teistico  devozionale emerso nella religione induista nel periodo medievale e successivamente rivoluzionato nel Sikhismo. Nacque nell'VIII secolo nell'India meridionale Tamil (Oggi negli stati federali di Tamil Nadu e Kerala) diffondendosi successivamente a nord nel XV secolo e raggiungendo il suo apice tra il XV ed il XVII secolo.
Il movimento si sviluppò a livello regionale tra differenti divinità quali il Vaishnavismo (Vishnu), Shaivismo (Shiva), Shaktismo (dea Shakti), e lo Smartismo.. Il movimento fu ispirato da molti santi-poeti, che sostenevano una serie di posizioni filosofiche che passavano dal dualismo teistico di Dvaita al monismo assolutista di Advaita Vedānta.